# Бигсби, Джон Джеремайя
Джон Джеремайя Бигсби (англ. John Jeremiah Bigsby; 1792—1881) — английский геолог и врач.

## Биография
Джон родился 4 августа 1792 года в Ноттингеме в семье доктора Джона Бигсби.
Высшее образование получил в городе Эдинбурге, где позднее получил степень доктора медицинских наук.
Затем Бигсби поступил на военную службу в качестве медика и в 1817 году был направлен на мысе Доброй Надежды. Примерно год спустя, он отправился в Канаду в качестве полкового врача, где у него проявился большой интерес к геологии и он даже подготовил доклад о геологии Верхней Канады. Бигсби стал первым человеком, исследовавшим и описавшим Oak Ridges Moraine.
С 1822 года в течение нескольких лет Бигсби провёл обширные и важные геологические изыскания, публикуя свои исследования в «American Journal of Science» и других научных журналах, а в 1850 году была издана книга под заглавием «The Shoe and Canoe».
По возвращении в Англию в 1827 году Бигсби занимался медицинской практикой в Ньюарк-он-Трент вплоть до своего переезда в Лондон в 1846 году, где он оставался до конца своей жизни. Он принимал активное участие в жизни Лондонского геологического общества, членом которого он был избран в 1823 году.
В 1869 году Бигсби был избран членом Лондонского королевского общества, а в 1874 году был награждён советом Геологического общества Лондона медалью Мерчисона.
Последние двадцать лет своей жизни он постоянно трудился над таблицами и списками ископаемых палеозойских пород. Его сочинение «Thesaurus Siluricus» было опубликовано под патронажем Королевского общества в 1868 году, а в 1878 году был издан другой труд: «Thesaurus Devonico-Carboniferus».
В 1877 году он учредил «Медаль Бигсби», которой раз в два года награждались члены Геологического общества Лондона, с условием, что получатель должен быть не старше сорока пяти лет.
Джон Джеремайя Бигсби скончался 4 февраля 1881 года в городе Лондоне.